# Anton Biloro
Anton Biloro (Geleen, 19 agosto 1969) è un ex giocatore di calcio a 5 olandese.

## Carriera
Utilizzato nel ruolo di giocatore di movimento, come massimo riconoscimento in carriera ha la partecipazione con la Nazionale di calcio a 5 dei Paesi Bassi a due edizioni del FIFA Futsal World Championship: nel 1996 in Spagna dove la nazionale arancione è giunta al secondo turno nel girone comprendente  Brasile, Ucraina ed Uruguay; e nel 2000 in Guatemala dove i Paesi Bassi sono egualmente approdati al secondo turno, mancando la qualificazione alle semifinali.